# Cena zvláštní obliby
Cena zvláštní obliby (lat. pretium affectionis) je mimořádná cena, která zohledňuje osobní vztah k určité věci. Na rozdíl od ceny obvyklé jsou tedy pro její stanovení rozhodující kritéria nemajetková a subjektivní. Může jít např. o ocenění rodinné památky, fotografie, která vyvolává vzpomínky, nebo jiné věci zvláštní obliby, ke které jejího vlastníka váže jisté emocionální pouto. V českém právu je cena zvláštní obliby stanovena obecně v ustanovení § 492 odst. 2 občanského zákoníku a speciálně pak v případě neúměrného zkrácení (§ 1794 odst. 2 OZ) a náhrady škody (§ 2969 odst. 2 OZ), v čemž navazuje na dřívější právní úpravu obecného zákoníku občanského (§ 305, 935 a 1331).
U neúměrného zkrácení jde o to, že se jedna smluvní strana může předem vzdát svého práva na vrácení zaplacené ceny, prohlásí-li výslovně, že danou mimořádnou cenu akceptuje z důvodu zvláštní obliby. Tím potvrzuje, že je plně srozuměna s tím, že cena určité věci, k nímž má zvláštní vztah, není stanovena v obvyklé výši. Vzdání se práva by však mělo vyplývat z konkrétní situace, v případě zneužití prostřednictvím předem připravené formule v adhezní smlouvě by takové prohlášení nebylo platné.
Druhým případem uplatnění ceny zvláštní obliby je náhrada škody na věci, kterou škůdce úmyslně poškodil nebo zničil, a to ze svévole nebo škodolibosti. Svévole se vztahuje k samotnému působení škody, škůdce má radost čistě z toho, že nějaká věc byla poškozena, aniž by tím musel získat nějaký jiný prospěch. Naopak škodolibost směřuje k poškozenému, škůdce je potěšen tím, že mu osobně ublížil. Z těchto důvodů se při náhradě takto způsobené škody neposkytuje pouze náhrada věci, k níž měl poškozený zvláštní vztah, ale zároveň se odčiňuje nemajetková újma, která mu byla způsobena. Výše náhrady tím plní nejen reparační funkci, ale i funkci satisfakční, příp. také sankční.